# 323 a.C.

## Eventos
- Caio Sulpício Longo, pela segunda vez, e Quinto Áulio Cerretano, cônsules romanos.
- Continua a Segunda Guerra Samnita.

## Mortes
- Alexandre, o Grande (n. 356 a.C.)[1]
- Diógenes de Sínope (n. 412 a.C.)[2]
- Licurgo de Atenas[3]